# Lluc Crusellas
Lluc Crusellas   (Santa Eulàlia de Riuprimer, 1996) és un pastisser català que el 2022 va rebre el títol de millor mestre xocolater del món al prestigiós concurs internacional World Chocolate Masters (WCM) celebrat a París.
Lluc va començar en el món de la pastisseria de jove. Als disset anys, va ajudar el xef Nandu Jubany a preparar les postres del seu restaurant i després es va formar a les prestigioses escoles Hofmann Escola de Pastisseria i l'Espai Sucre. Després de treballar a la pastisseria Josep Maria Rodríguez de Barcelona, on va aprendre mètodes de producció, organització i feina en equip, el 2018 es va incorporar al Carme Pastisseria de Vic com a xef de pastisseria i del grup Pavic, que gestiona unes quantes pastisseries i forns de pa arreu d'Osona. El moment àlgid de la seva carrera és quan, el 2021, va aconseguir ser el millor xocolater de l’estat espanyol guanyant el World Chocolate Masters Spain i, un any més tard, al 2022, va guanyar la final del World Chocolate Masters 2022. Un somni fet realitat que ha continuat amb la creació de la seva marca de xocolata: EUKARYA, la xocolata d’en Lluc Crusellas, a través de la qual ens porta una degustació de productes artesanals de xocolata com bombons, torrons, rajoles de xocolata, crema de cacau, xocolata a la tassa o cacau en pols. Ha treballat amb professionals de més disciplines, com ara l'empresa de disseny de Barcelona Makeat, amb qui ha dissenyat creacions 3D. L'obra que li va permetre de guanyar la final estatal del WMC era una escultura de xocolata inspirada amb la forma d'espiral de l'ADN i motius florals. De forma similar, va guanyar la final del WMC 2022 amb la reproducció d'un elefant de xocolata dempeus que mostra les dues possibles cares del futur.